# Зелений кордон
«Зелений кордон» (пол. Zielona granica) — драматичний фільм спільного міжнародного виробництва 2023 року режисерки Аґнєшки Голланд. Сценарій фільму написали Голланд, Габріела Лазаркевич-Сечко та Мацей Пісук, а в головних ролях зіграли Джалал Альтавіль, Мая Осташевська, Бехі Джанаті Атай, Томаш Влосок, Мохаммад Аль-Раші, Далія Наус, Мацей Штур та Агата Кулеша. Фільм драматизує долю мігрантів, які опинилися в ситуації прикордонної кризи на кордоні між Білоруссю та Європейським Союзом.
Фільм змагався за «Золотого лева» на 80-му Венеційському міжнародному кінофестивалі, де отримав спеціальний приз журі. Фільм отримав позитивні відгуки від критиків, але був засуджений польськими урядовцями та деякими верствами польської громадськості. У польський прокат фільм вийшов 22 вересня на кіностудії Kino Świat.

## Сюжет
«У підступних і болотистих лісах, що утворюють так званий „зелений кордон“ між Білоруссю та Польщею, біженці з Близького Сходу та Африки, які намагаються потрапити до Європейського Союзу, потрапляють у геополітичну кризу, спровоковану білоруським диктатором Олександром Лукашенком. Намагаючись спровокувати Європу, біженців заманюють до кордону пропагандою, обіцяючи легкий прохід до ЄС. Пішаками у цій прихованій війні переплітаються долі Юлії, новоспеченої активістки, яка відмовилася від комфортного життя, Яна, молодого прикордонника, та сім'ї сирійських біженців».

## Акторський склад
- Джалал Альтавіль — Башир[4][5]
- Мая Осташевська — Юлія[4][5]
- Томаш Влосок — Ян[4][5]
- Бехі Джанаті Атай — Лейла[4][5]
- Мохаммад Аль-Раші[4]
- Далія Наус — Аміна[4][5]
- Пйотр Страмовський[6]
- Жасміна Полак — Зуку[7]
- Марта Стальмерська[6]
- Агата Кулеша[6]
- Мацей Штур[6]
- Маґдалена Поплавська[6]
- Джоелі Мбунду[4]
- Моніка Фрайчик — Марта[7]
- Таїм Аджян — Нур[7]
- Талія Аджян — Ґанія[7]

## Нагороди
| Нагорода (або фестиваль)                        | Категорія                                                         | Отримувач                                               | Результат |
| ----------------------------------------------- | ----------------------------------------------------------------- | ------------------------------------------------------- | --------- |
| Венеційський кінофестиваль                      | Золотий лев                                                       | Аґнєшка Голланд                                         | Номінація |
| Венеційський кінофестиваль                      | Спеціальний приз журі                                             | Аґнєшка Голланд                                         | Перемога  |
| Венеційський кінофестиваль                      | Премія «ARCA CinemaGiovani» — Найкращий фільм Венеції 80          | Аґнєшка Голланд                                         | Перемога  |
| Венеційський кінофестиваль                      | Премія «CinemaSarà»                                               | Аґнєшка Голланд                                         | Перемога  |
| Венеційський кінофестиваль                      | Премія «Зелена крапля»                                            | Аґнєшка Голланд                                         | Перемога  |
| Венеційський кінофестиваль                      | Премія «Леончіно д'Оро» — кіно для ЮНІСЕФ                         | Аґнєшка Голланд                                         | Перемога  |
| Венеційський кінофестиваль                      | Венеціанська премія «Sorriso Diverso» — найкращий іноземний фільм | Аґнєшка Голланд                                         | Перемога  |
| Венеційський кінофестиваль                      | Премія «UNIMED» — за культурне розмаїття                          | Аґнєшка Голланд                                         | Перемога  |
| Міжнародний кінофестиваль у Вальядоліді         | Премія «Золотий колос»                                            | Аґнєшка Голланд                                         | Номінація |
| Кінофестиваль Терціо Міленіо                    | Спеціальний приз                                                  | Аґнєшка Голланд                                         | Перемога  |
| Європейський кіноприз                           | Найкращий режисер                                                 | Аґнєшка Голланд                                         | Номінація |
| Європейський кіноприз                           | Найкращий фільм                                                   | «Зелений кордон»                                        | Номінація |
| Європейський кіноприз                           | Найкращий сценарист                                               | Аґнєшка Голланд, Габріела Лазаркевич-Сєчко, Мацей Пісук | Номінація |
| Європейський кіноприз                           | Університетська кінопремія                                        | «Зелений кордон»                                        | Номінація |
| Опитування критиків IndieWire                   | Найкращі фільми прем'єри 2024 року                                | «Зелений кордон»                                        | 5 місце   |
| Роттердамський міжнародний кінофестиваль        | Приз глядацьких симпатій                                          | «Зелений кордон»                                        | Перемога  |
| Польські кінематографічні нагороди              | Найкращий фільм                                                   | Аґнєшка Голланд                                         | Перемога  |
| Міжнародний кінофестиваль і форум з прав людини | Приз молодіжного журі – Конкурс художньої літератури              | Аґнєшка Голланд                                         | Перемога  |